# 裏切りのない世界まで/蒼い糸
「裏切りのない世界まで/蒼い糸」（うらぎりのないせいかいまで/あおいいと）とは、日本のバンド、Rayflowerの1枚目のシングルである。2010年5月26日に発売（発売元はFlyingDog）。
同バンドのデビュー作であり、「裏切りのない世界まで」はテレビアニメ『裏切りは僕の名前を知っている』のオープニングテーマ、「蒼い糸」は同アニメのエンディングテーマとして使用された。

## 収録曲
- 全作詞：留歌　作曲・編曲：都啓一

1. 裏切りのない世界まで [4:55]
2. 蒼い糸 [4:26]
3. 裏切りのない世界まで（オリジナル・カラオケ） [4:55]
4. 蒼い糸（オリジナル・カラオケ） [4:21]

## 収録アルバム
オリジナル
- 『Flower Language』 (#1,2)